# Хладовка
Хладовка (слч. Hladovka) насељено је мјесто са административним статусом сеоске општине (слч. obec) у округу Тврдошин, у Жилинском крају, Словачка Република.

## Становништво
| Година:    | 1994. | 2004.   | 2014.   | 2024.   |
| ---------- | ----- | ------- | ------- | ------- |
| Број људи: | 883   | 955     | 1036    | 1098    |
| Разлика:   |       | +8,15 % | +8,48 % | +5,98 % |

| Година:    | 2023. | 2024.   |
| ---------- | ----- | ------- |
| Број људи: | 1072  | 1098    |
| Разлика:   |       | +2,42 % |

Према подацима о броју становника из 2024. године насеље је имало 1098 становника.